# IC 2916
IC 2916 је појединачна звијезда у сазвјежђу Лав која се налази на листи објеката дубоког неба у Индекс каталогу.
Деклинација објекта је + 11° 41' 2" а ректасцензија 11h 32m 16,1s.